# 東覚寺 (江東区)
東覚寺（とうがくじ）は、東京都江東区にある真言宗智山派の寺院。

## 概要
1531年（享禄4年）、玄覚法印によって開山された。
1901年（明治34年）に覚王寺を合併した。その際に本尊を不動明王から大日如来に変更した。江戸時代は「亀戸不動」として有名であった

## 交通アクセス
- 亀戸駅より徒歩8分（経路案内）。

## 関連文献
- 「亀戸村 東覚寺」『新編武蔵風土記稿』 巻ノ24葛飾郡ノ5、内務省地理局、1884年6月。NDLJP:763978/103。